# Gornji Kladari
Gornji Kladari (szerbül: Горњи Кладари), település Bosznia-Hercegovinában, Srbac községben, Bosanska krajina területén, a Szerb Köztársaságban.

## Fekvése
Bosznia-Hercegovina északi részén, Banja Lukától légvonalban 35, közúton 42 km-re északkeletre, községközpontjától légvonalban 8, közúton 11 km-re délnyugatra, a Lijevče polje mezejének északi részén, 93-95 méteres tengerszint feletti magasságban található. 

## Népessége
| Nemzetiségi csoport | Népesség 1991 | Népesség 2013 |
| ------------------- | ------------- | ------------- |
| Szerb               | 366           | 327           |
| Bosnyák             | 1             | 1             |
| Horvát              | 3             | 8             |
| Jugoszláv           | 18            | 0             |
| Egyéb               | 4             | 1             |
| Összesen            | 392           | 337           |

## Története
Kladari település területe már az őskorban is lakott volt. Erről tanúskodik a Karavida lelőhelyen talált kőrézkori lelet, öt réz szekerce mely lasinjai kultúrával lehet kapcsolatban. A korabeli források szerint ez a vidék a 10. és 11. században Horvátország részét képezte, majd a 12. század elején vele együtt a Magyar Királyság része lett. A török hódításokig Orbász megyét a Magyar Királyság részét képező a Szlavón Bánság részeként emlegették. 1463/1464-ben ez a terület az újonnan létrehozott Jajcai Bánság része lett, amelyet I. Mátyás magyar király alapított. Ez a helyzet egészen addig tartott, amíg a bánság északi részei 1535/36-ban oszmán uralom alá nem kerültek, amikor is Husref bég elfoglalta Kobaš és Levač várait, és átkelt Szlavóniába seregével. Ekkor ez a terület a Kobaši kádiluk, a Banja Luka-i vijalet és a Boszniai Szandzsák része lett.
A település 1878-ig tartozott az Oszmán Birodalomhoz, ekkor a berlini kongresszus határozata alapján az Osztrák-Magyar Monarchia része lett. A monarchia szétesésével 1918-ban előbb a Szerb-Horvát-Szlovén Királyság, majd 1929-től a Jugoszláv Királyság része. Az 1929-es törvény értelmében, amikor Bosznia-Hercegovinát négy banovinára, Drinskára, Vrbaskára, Zetskára és Primorskára osztották, a település a Vrbaska banovina része lett, amelynek székhelye Banja Luka volt Jugoszlávia megszállása után a Független Horvát Állam (NDH) része lett. A második világháború után a szocialista Jugoszláviához tartozott. A daytoni békeszerződést követő területfelosztásnál Srbac község részeként a Szerb Köztársaság területéhez került.